# Alcea kuhsangnia
Alcea kuhsangnia är en malvaväxtart som beskrevs av Ahmed Ahmad Parsa. Alcea kuhsangnia ingår i släktet stockrosor, och familjen malvaväxter. Inga underarter finns listade i Catalogue of Life.